# Кајманска Острва на Светском првенству у атлетици на отвореном 2015.
Кајманска Острва су учествовала на Светском првенству у атлетици на отвореном 2015. одржаном у Пекингу од 22. до 30. августа четрнаести пут. Репрезентацију Кајманских Острва представљала су два такмичара који су се такмичили у две дисциплине.,
На овом првенству Кајманска Острва нису освојила ниједну медаљу нити су остварила неки резултат.

## Учесници
Мушкарци:
- Кемар Хајман — 100 м
- Роналд Форбс — 110 м препоне

## Резултати

### Мушкарци
| Атлетичар    | Дисциплина    | Лични рекорд       | Предтакмичење | Предтакмичење | Квалификације | Квалификације | Полуфинале            | Полуфинале            | Финале                | Финале       | Детаљи                                      |
| Атлетичар    | Дисциплина    | Лични рекорд       | Резултат      | Место         | Резултат      | Место         | Резултат              | Место                 | Резултат              | Место        | Детаљи                                      |
| ------------ | ------------- | ------------------ | ------------- | ------------- | ------------- | ------------- | --------------------- | --------------------- | --------------------- | ------------ | ------------------------------------------- |
| Кемар Хајман | 100 м         | 9,95 (+1,8 м/с) НР | слободан      | слободан      | 10,32         | 5. у гр. 2    | нису се квалификовали | нису се квалификовали | нису се квалификовали | 30 / 37 (42) |                                             |
| Роналд Форбс | 110 м препоне | 13,47 НР           |               |               | 13,78         | 5. у гр. 2    | нису се квалификовали | нису се квалификовали | нису се квалификовали | 38 / 68 (71) | Архивирано на веб-сајту (27. децембар 2015) |